# Picea maximowiczii
{{#ifeq:0|0|{{#if:|{{#if:Piceamaximowiczii|[[]}}|}}}}
Picea maximowiczii (ялина Максимовича, яп. ヒメバラモミ (Hime-baramomi)) — вид роду ялина родини соснових.
Видовий епітет maximowiczii є вшануванням німецько-російського ботаніка Карла Йогана Максимовича.

## Поширення, екологія
Країни проживання: Японія (Хонсю). Picea maximowiczii є рідкісним видом високих гір у центральній частині Хонсю, де зустрічається на висотах від 1100 до 2000 м над рівнем моря. Ґрунти є похідними від вулканічної породи і, як правило, підзолисті. Клімат вологий, з прохолодним літом і холодною зимою, річна кількість опадів коливається від 1000 до 2000 мм. Живе в маленьких, розсіяних групах, як правило, пов'язаних з Juniperus rigida, іноді з Pinus densiflora і різними широколистяними деревами, в основному в дуже відкритій, трав'янистій місцевості. Picea maximowiczii var. senanensis був знайдений з Picea alcoquiana і Picea koyamae.

## Опис
Однодомне, вічнозелене дерево до 30 м заввишки, і 100 см діаметром. Кора сіро-коричнева, потріскана. Листки довжиною 10–20 мм, ≈ 1 мм в поперечнику, на вершині гострі, темно-зелені. Квітне з травня по червень. Пилкові шишки циліндричні, світло-коричневі, з багатьма тичинками. Насіннєві шишки відвислі, коричневі при дозріванні (жовтень), довгасті або циліндрично-довгасті, 4–7 см завдовжки, 1,5–2 см в поперечнику. Насіння сіро-коричневе, обернено-яйцювате, ≈ 4 мм у довжину, шириною 2 мм; крила обернено-яйцюваті, світло-коричневі, 6–8 мм завдовжки, 3–4 мм шириною.
Виділяють два різновиди: 
- Picea maximowiczii var. maximowiczii Regel ex Carrière
- Picea maximowiczii var. senanensis Hayashi

## Використання
Це невелике пухнасте дерево має мало значення для деревини і тепер захищене від подальшої експлуатації. У Японії його зазвичай висаджують в садах, особливо на територіях буддійських храмів, де вид цінується за щільність і повільне зростання; ці риси також зробили його гарним, але незвичайним видом для бонсай. Введений у Європу та Північну Америку в основному var. senanensis, або, можливо гібриди між двома різновидами. У європейському садівництві вид в основному обмежується дендраріями і аналогічними об'єктами колекцій посаджених дерев.

## Загрози та охорона
Надмірна експлуатація дерева і місця існування відбулося в минулому й населення її розкидане й мале. Цей вид зустрічається в основному в державному лісі.